# دلفين أبيض صيني

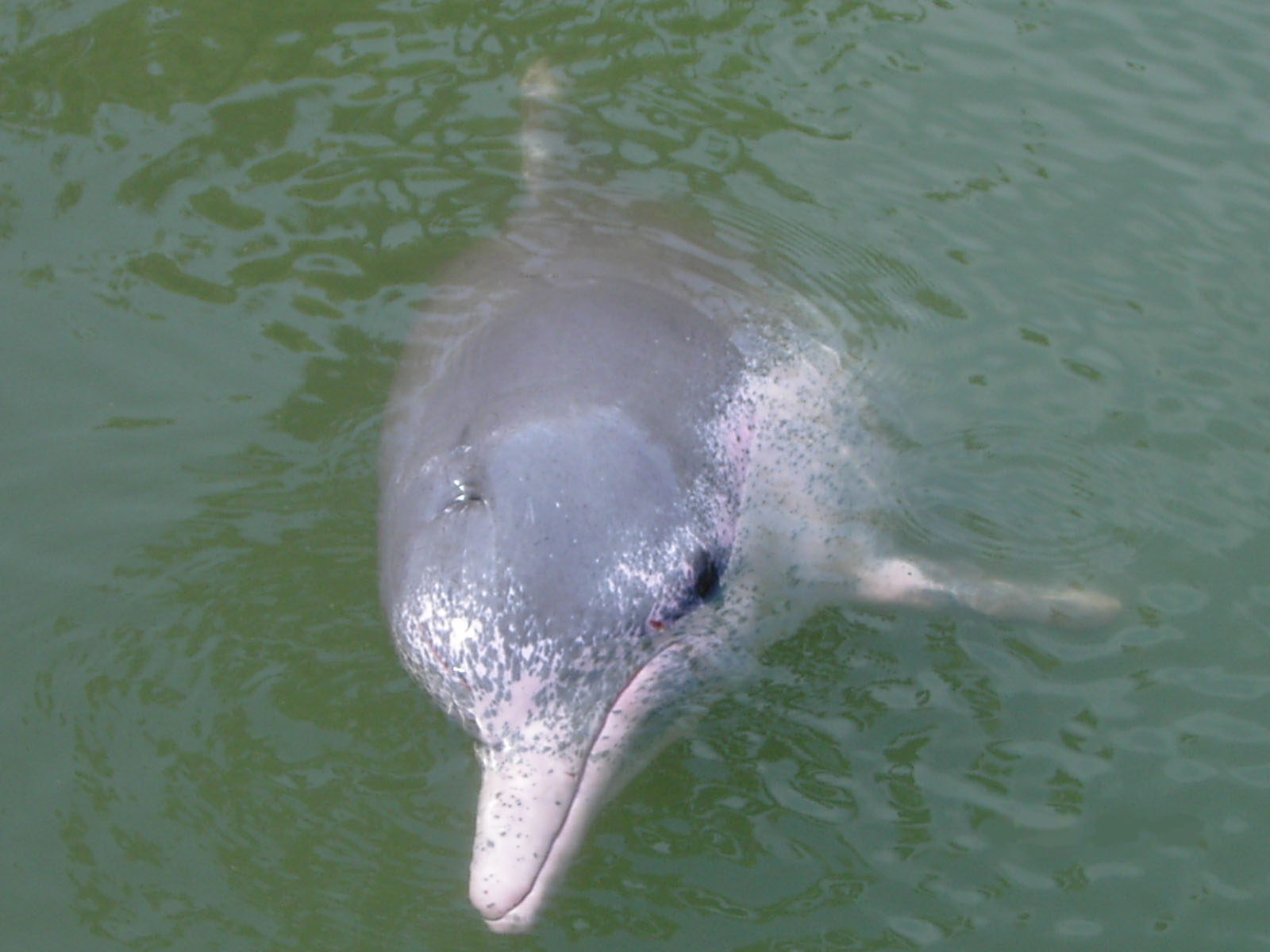
الدلفين الصيني الأبيض

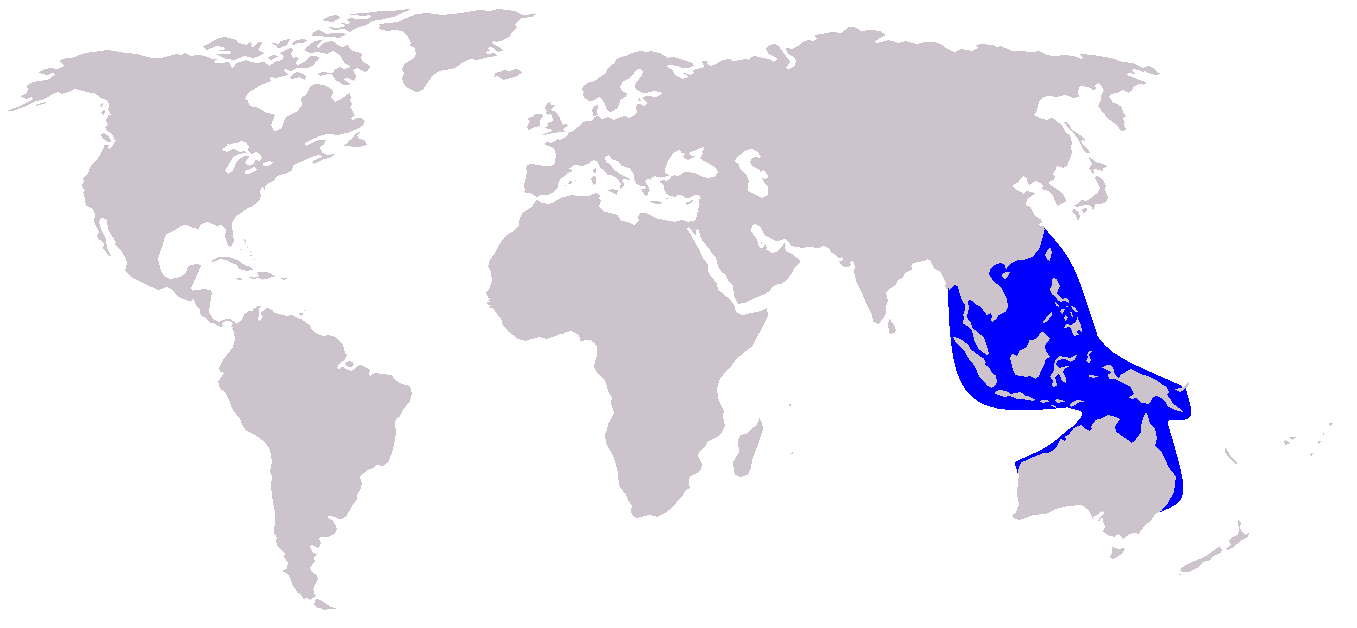
أماكن عيش الدلفين الأبيض

الدلفين الأبيض الصيني المعروف أيضاً بالدلفين الهندو باسيفيكي الأحدب هو حيوان من الثديات المائية، ينتمي لنوع الدلفين الأحدب. يكون الدلفين البالغ عادة أبيض أو رمادي اللون بينما تتميز الدلافين التي تسكن على طول الساحل الصيني بلونها المائل للوردي. يبلغ طول الدلفين البالغ ما بين 220 إلى 250 سنتمتراً ومحيط جسمه حوالي المتر، ويتراوح وزنه الطبيعي ما بين 150 إلى 230 كغ. تعيش الدلافين الهندو باسيفيكية في جنوب شرق آسيا وتنحدر أصولها من جنوب أفريقيا وأستراليا.

## وصلات خارجية
- بي بي سي العربية